# Illiesonemoura cordata
Illiesonemoura cordata är en bäcksländeart som först beskrevs av Jewett 1958.  Illiesonemoura cordata ingår i släktet Illiesonemoura och familjen kryssbäcksländor. Inga underarter finns listade i Catalogue of Life.